# Гогенлоэ-Ингельфинген, Фридрих Людвиг
Князь Фридрих Людвиг Гогенлоэ-Ингельфингенский (31 января 1746, Ингельфинген — 15 февраля 1818, Славенциц) — прусский генерал от инфантерии (1800). Из католической линии древнего вюртембергско-силезского аристократического рода Гогенлоэ, возведённого 7 января 1764 года в княжеское достоинство Священной Римской империи.

## Биография
Сын князя Генриха Августа Гогенлоэ-Ингельфингенского и графини Вильгельмины Гогенлоэ-Эрингенской. Благодаря браку в 1782 году с графиней Амалией фон Хойм получил во владение имение Славенциц в Верхней Силезии.
Во время Семилетней войны воевал с Пруссией в рядах Имперской армии. В 1768 году поступил в прусскую армию. Король Фридрих Великий назначил его майором в полк Тауенцина в Бреслау. В 1775 году произведён в подполковники. В 1778 году участвовал в войне за баварское наследство, за отличие получил чин полковника.
1 марта 1786 года получил чин генерал-майора и назначен командиром полка в гарнизоне Нейсе, позже его полк был переведён в Бреслау. В сентябре 1790 года награждён орденом Чёрного орла.
Во время Рейнской кампании 1792—1795 годов, командовал армейским корпусом. В августе — октябре 1792 года осаждал Тьонвиль. Затем участвовал в сражениях при Оппенхайме, Пирмазенсе, Хорнбахе, Лимбахе и других. В августе — декабре 1793 года осаждал Ландау. Особенно отличился битве при Висамбуре, где командовал авангардом при штурме укреплённой линии. В 1794 году успешно командовал корпусом в майском и сентябрьском сражениях при Кайзерслаутерне. Командовал войсками, занявшими 28 марта 1795 года Франкфурт-на-Майне. В дальнейшем отклонял требования французов и австрийцев сдать город. В награду 10 ноября 1795 года городской Сенат избрал его первым почётным гражданином города.
13 (25) декабря 1805 года император Александр I наградил князя орденами Святого апостола Андрея Первозванного, Святого Александра Невского и Святой Анны 1-й степени.
В 1806 году возглавлял Нижне-Силезскую пехотную инспекцию и был шефом 32-го пехотного полка.
В кампанию 1806 года назначен вторым командующим, после герцога Брауншвейгского, прусской армией, и ему были подчинены Силезский корпус и саксонские войска. Генерал-квартирмейстером у Гогенлоэ состоял Массенбах, пользовавшийся его полным доверием и фактически сосредоточивший в своих руках всё планирование операций. Командиром авангарда являлся принц Людвиг Фердинанд, погибший 10 октября при Заальфельде.
14 октября битве при Йене возглавляемые Гогенлоэ прусские войска потерпели сокрушительное поражение от французских войск под командованием Наполеона. В тот же день при Ауэрштедте потерпел поражение и был смертельно ранен герцог Брауншвейгский. Князь Гогенлоэ-Ингельфинген, получив верховное командование над прусской армией, отдал приказ об отступлении на Пренцлау. 28 октября, получив неверные сведения, что он окружён превосходящими силами французов, сдался в Пренцлау с 10 тысячами человек и 64 орудиями. Перевезён во Францию в качестве военнопленного.
В 1808 году вернулся в Германию. Прусский король Фридрих Вильгельм III объявил его виновником поражения и отправил в отставку. Последние годы жизни жил в своём силезском имении в Славенциц, где и был похоронен.

### Семья
Князь Фридрих Людвиг женился 8 апреля 1782 года в Глайне на графине Амалии Шарлотте Марианне Луизе Кристиане Хоймской (1763—1840). Супруги развелись в 1799 году. У них родились:
- Фридрих Август II Карл (1784—1853), женат на Луизе Вюртембергской (1789—1851)
- Аделаида Шарлотта Вильгельмина (1787—1858), замужем за Людвигом Гогенлоэ-Кирхбергом (1786—1836)
- Луиза София Эмилия (1788—1859), замужем за Альбрехтом Эрбах-Фюрстенауским (1787—1851)
- Августа Шарлотта Фридерика София Амалия (1793—1821), замужем за Карлом Гессен-Филипсталь-Бархфельдским (1784—1854)
- Людвиг Карл (1794)
- Адольф Карл Фридрих Людвиг (1797—1873), премьер-министр Пруссии, генерал кавалерии, женат на Луизе Гогенлоэ-Лангенбург (1799—1881)
- Александр Людвиг Карл Генрих (1798—1829).